# Вила Станковић
Вила Станковић се налази на Фрушкој гори код насеља Чортановци.

## Историја
Вилу је 1930. године сазидао кардиолог Раденко Станковић, оснивач Медицинског факултета у Србији. Био је и министар просвете за време владавине краља Александра I и намесник краља Петра II Карађорђевића.
По поруџбини, нацрте је израдио архитекта Драгиша Брашован, који је заслужан и за изглед палате Бановине у Новом Саду. Вила је урађена у стилу српских средњовековних двораца, а смештена је у чортановачкој шуми на имању које обухвата 35 јутара распоређених на шест нивоа-тераса.
Доктор Станковић док је још био на студијама у Бечу слушао да између Ковиљског рита и Фрушке горе дува локални ветар - фрушкогорац. Управо то струјање ваздуха, познатије као ружа ветрова, привукла је будућег намесника да, на месту где се обично граде болнице за плућне болеснике, подигне вилу. По завршетку Другог светског рата нове власти га хапсе и осуђују на 12 година робије због „сарадње са Немцима“. Вилу конфискују 1952. године, а први на листи нових власника је био МУП Србије.
Касније је вила прилагођена за укус Јосипа Броза Тита, (том и каснијим прерадама потпуно је уништен ентеријер) онда у њој знају често да бораве највиши државни функционери. Поред Броза, најчешћи гости су били Александар Ранковић и Слободан Пенезић Крцун. После је вила прешла у надлежност покрајинске власти Војводине и у њој су боравили Душан Алимпић, Никола Кмезић и други функционери.
У вили су усвајане бројне политичке одлуке. Благодети виле осетили су Милутин Мркоњић, Радоман Божовић и покојни Бошко Перошевић. Перошевић је наложио да се изграде бунгалови, тениски терени, базен. Заслужан је и за делимично отварање врата овог „забрањеног града“ за очи јавности, јер је 1994, дозволио да у вили бораве посетиоци који нису радили у Извршном већу Војводине. Омогућио је да, уз одређену своту новца, ту бораве директори великих предузећа.
Радоман Божовић је, такође, волео ово место. 1997. године закупио је 50 одсто простора на 10 година. Али, власник је био само годину дана. Вилу су планирали да купе Слободан-Боба Живојиновић и Лепа Брена. У вили је требало да се одржи састанак Главног одбора Демократске странке, који би водио Зоран Ђинђић, али је отказано због безбедности. У то време, велики број радника уређивао је вилу, а постојао је страх од атентата. Састанак је требало да се одржи две недеље пре убиства премијера.
Вилу данас користе покрајински функционери за протоколарне пријеме и састанке. У њој је сниман филм Соје Јовановић „Силом отац“. Вила је и данас затворена за ширу јавност. У вили се одржавају фестивали Нови Тврђава театар и Шекспир фест.